# Lista de ilhas do Oceano Pacífico

As ilhas do Oceano Pacífico estão divididas em três grupos principais

As ilhas do Oceano Pacífico são categorizadas em três grandes grupos de ilhas: Melanésia, Micronésia e Polinésia. Dependendo do contexto, o termo "Ilhas do Pacífico" pode se referir a um de vários conceitos diferentes: (1) os países e as ilhas com origens austronésias comuns, (2) as ilhas colonizadas no passado (ou atualmente), (3) a região geográfica da Oceania ou (4) qualquer ilha localizada no Oceano Pacífico.
Esta lista de ilhas do Oceano Pacífico está organizada por arquipélago ou fronteira política. Para manter essa lista de tamanho moderado, as listas mais completas de países com muitas ilhas pequenas ou desabitadas foram colocadas em uma ligação.

## Ambiguidade de nomes e agrupamentos
O termo genérico Ilhas do Pacífico assumiu vários significados. Às vezes, é usado para se referir apenas às ilhas definidas como pertencentes à Oceania. Em outras ocasiões, é usado para se referir às ilhas do Oceano Pacífico colonizadas anteriormente por britânicos, franceses, espanhóis, portugueses, holandeses, japoneses ou pelos Estados Unidos. Os exemplos incluem Bornéu, as Ilhas Pitcairn e Taiwan (também conhecida como Formosa).
Uma definição biogeográfica comumente aplicada inclui as ilhas com geologia oceânica que se encontram na Melanésia, Micronésia, Polinésia e no Pacífico oriental (também conhecido como Pacífico sudeste). Essas são geralmente consideradas as "Ilhas do Pacífico Tropical". Na década de 1990, os ecologistas Dieter Mueller-Dombois e Frederic Raymond Fosberg dividiram as Ilhas do Pacífico Tropical nas seguintes subdivisões:
- Melanésia Ocidental
  - Arquipélago de Bismarck e outras ilhas diretamente a leste da Nova Guiné
  - Bougainville e Ilha Buka
  - Ilhas Salomão
- Melanésia Oriental
  - Ilhas Santa Cruz
  - Vanuatu
  - Nova Caledônia
  - Fiji
- Ilhas subtropicais na região da Austrália/Nova Zelândia
  - Ilha de Lord Howe
  - Ilha Norfolk
- Micronésia
  - Ilhas Ogasawara e Ilhas Vulcano
  - Ilha Marcus
  - Ilhas Marianas Setentrionais
  - Guam
  - Ilhas Carolinas
  - Nauru e Banaba
  - Ilha Wake
  - Palau
  - Ilhas Marshall
  - Ilhas Gilbert (Kiribati)
- Polinésia Central
  - Atol Johnston
  - Ilhas Fênix
  - Espórades Equatoriais
  - Ilha Howland, Ilha Baker, Ilha Jarvis, Ilha Malden e Ilha Starbuck
  - Tuvalu, Toquelau e as Ilhas Cook do Norte (Pukapuka, Nassau, Rakahanga, Manihiki, Penrhyn, Suwarrow e Palmerston)
- Polinésia Ocidental
  - Tonga
  - Samoa
  - Wallis e Futuna
  - Niue
- Polinésia Oriental
  - O restante das Ilhas Cook
  - Ilhas Austrais
  - Ilhas da Sociedade
  - Arquipélago de Tuamotu e Ilhas Pitcairn
  - Ilha de Páscoa e Sala y Gómez
  - Ilhas Marquesas
- Polinésia do Norte
  - Ilhas havaianas
- Ilhas oceânicas do Pacífico Oriental
  - Ilhas Revillagigedo
  - Ilha do Coco e Ilha Malpelo
  - Ilha de Clipperton
  - Ilhas Galápagos
  - Ilhas Desventuradas
  - Ilhas Juan Fernández

## Geopolítica e agrupamento da Oceania
O livro de 2007 Ásia in the Pacific Islands: Replacing the West, do estudioso neozelandês do Pacífico Ron Crocombe, considera que a expressão Ilhas do Pacífico engloba politicamente Samoa Americana, Austrália, Ilhas Bonim, Ilhas Cook, Ilha de Páscoa, Timor-Leste, Estados Federados da Micronésia, Fiji, Polinésia Francesa, Ilhas Galápagos, Guam, Havaí, Ilhas Kermadec, Kiribati, Ilha Lord Howe, Ilhas Marshall, Nauru, Nova Caledônia, Nova Zelândia, Ilha Norfolk, Niue, Ilhas Marianas do Norte, Palau, Papua-Nova Guiné, Ilhas Pitcairn, Samoa, Ilhas Salomão, Tokelau, Tonga, Tuvalu, Vanuatu, Ilhas do Estreito de Torres, Wallis e Futuna, Nova Guiné Ocidental e Ilhas Menores Distantes dos Estados Unidos (Ilha Baker, Ilha Howland, Ilha Jarvis, Atol Midway, Atol Palmyra e Ilha Wake). Crocombe observou que a Ilha de Páscoa, a Ilha Lord Howe, a Ilha Norfolk, as Ilhas Galápagos, as Ilhas Kermadec, as Ilhas Pitcairn e as Ilhas do Estreito de Torres atualmente não têm conexões geopolíticas com a Ásia, mas que poderiam ser de importância estratégica futura na Ásia-Pacífico. Outra definição dada no livro para o termo "Ilhas do Pacífico" são as ilhas atendidas pela Comunidade do Pacífico, anteriormente conhecida como Comissão do Pacífico Sul. Trata-se de uma organização de desenvolvimento cujos membros incluem a Austrália e as ilhas mencionadas anteriormente que não fazem parte politicamente de outros países. Em seu livro de 1962, War in the Pacific: Strategy and Command, o autor americano Louis Morton coloca as massas de terra insulares do Pacífico sob o rótulo de "Mundo do Pacífico". Ele considera que isso engloba as áreas que estiveram envolvidas na Guerra do Pacífico da Segunda Guerra Mundial. Essas áreas incluem as ilhas da Melanésia, da Micronésia e da Polinésia, bem como a Austrália, as Ilhas Aleutas, a Indonésia, o Japão, as Filipinas, as Ilhas Ryūkyū e Taiwan.

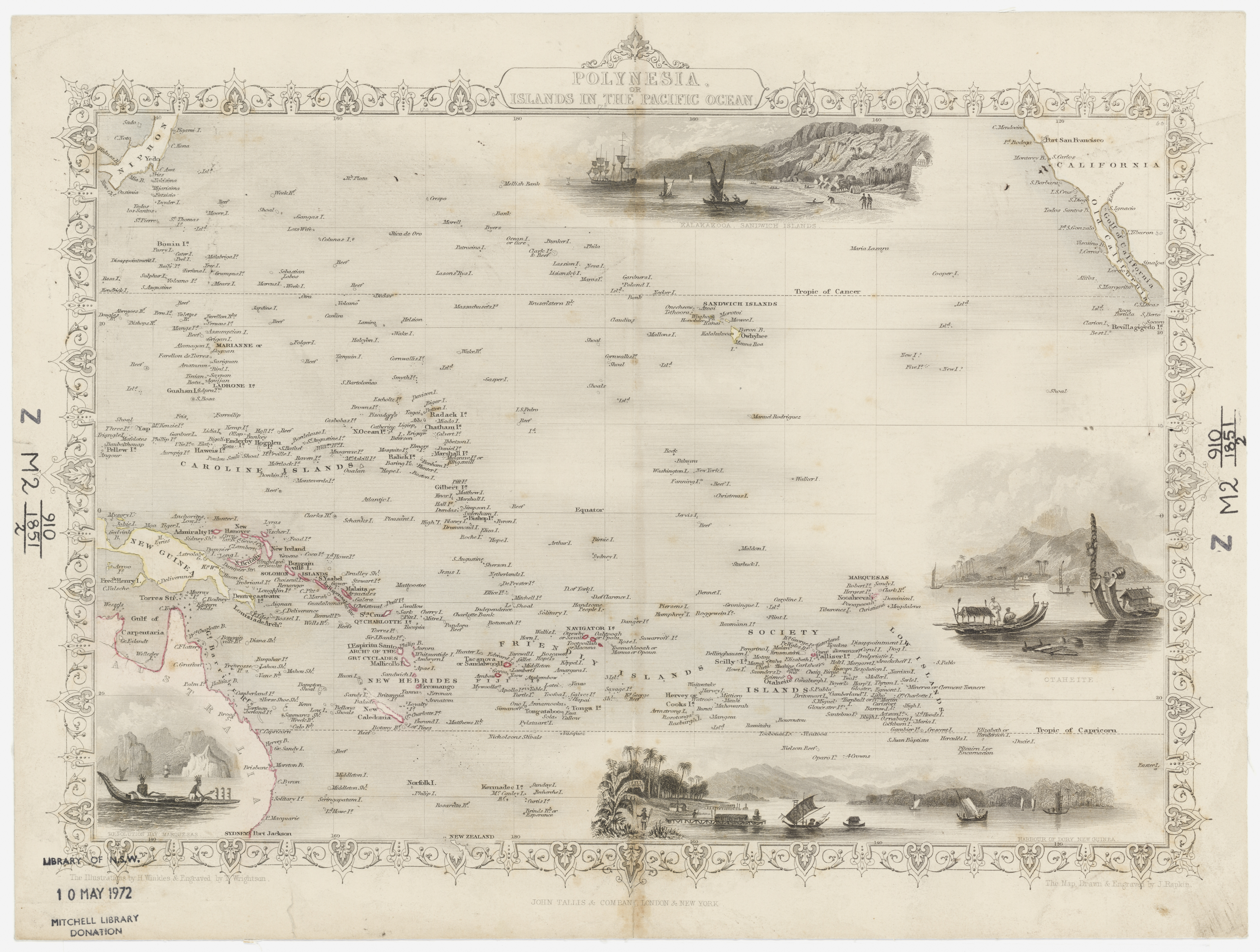
Mapa de 1851 do Pacífico listando os nomes coloniais de cada ilha.

Desde o início do século XIX, a Austrália e as ilhas do Pacífico foram agrupadas pelos geógrafos em uma região chamada Oceania. Ela é frequentemente usada como um quase-continente, com o Oceano Pacífico sendo a característica definidora. Em alguns países, como Argentina, Brasil, China, Chile, Costa Rica, Equador, França, Grécia, Itália, México, Holanda, Peru, Espanha, Suíça ou Venezuela, a Oceania é vista como um continente propriamente dito, no sentido de que é "uma das partes do mundo". Em seu livro AustralÁsia, de 1879, o naturalista britânico Alfred Russel Wallace comentou que "Oceania é a palavra frequentemente usada pelos geógrafos continentais para descrever o grande mundo de ilhas em que estamos entrando agora" e que "a Austrália forma sua característica central e mais importante". As definições do século XIX englobavam a região como começando no Arquipélago Malaio e terminando perto das Américas. No século XIX, muitos geógrafos dividiram a Oceania em subdivisões baseadas principalmente em raças: Australásia, Malásia (abrangendo o Arquipélago Malaio), Melanésia, Micronésia e Polinésia. O livro de 1995 The Pacific Island States, do autor australiano Stephen Henningham, afirma que a Oceania, em seu sentido mais amplo, "incorpora todas as áreas insulares entre as Américas e a Ásia". Em seu uso mais amplo possível, poderia incluir a Austrália, as ilhas da Melanésia, da Micronésia e da Polinésia, os arquipélagos japonês e malaio, Taiwan, as ilhas Ryukyu e Curilas, as ilhas Aleutas e as ilhas isoladas da América Latina, como as ilhas Juan Fernández. As ilhas com laços geológicos e históricos com o continente asiático (como as do Arquipélago Malaio) são raramente incluídas nas definições atuais da Oceania, assim como as ilhas não tropicais ao norte do Havaí. O livro de 2004 The Making of Anthropology: The Semiotics of Self and Other in the Western Tradition, de Jacob Pandian e Susan Parman, afirma que "alguns excluem da Oceania as ilhas não tropicais, como Ryukyu, as ilhas Aleutas e o Japão, e as ilhas como Formosa, Indonésia e Filipinas, que estão intimamente ligadas ao continente asiático. Outros incluem a Indonésia e as Filipinas no coração da Oceania".
Certas definições antropológicas restringem ainda mais a Oceania para incluir apenas as ilhas que estão culturalmente dentro da Melanésia, Micronésia e Polinésia. Por outro lado, a Encyclopædia Britannica acredita que o termo "Ilhas do Pacífico" é muito mais sinônimo de Melanésia, Micronésia e Polinésia, e que a Oceania, em seu sentido mais amplo, abrange todas as áreas do Pacífico que não estão dentro da Melanésia, Micronésia e Polinésia. O World Factbook e as Nações Unidas classificam a Oceania/área do Pacífico como uma das sete principais divisões continentais do mundo, e as duas organizações consideram que ela abrange politicamente a Samoa Americana, a Austrália, a Ilha Christmas, as Ilhas do Coco (Keeling), as Ilhas Cook, os Estados Federados da Micronésia, Polinésia Francesa, Fiji, Guam, Kiribati, Ilhas Marshall, Nauru, Nova Caledônia, Nova Zelândia, Niue, Ilha Norfolk, Ilhas Marianas do Norte, Palau, Papua Nova Guiné, Ilhas Pitcairn, Samoa, Ilhas Salomão, Tokelau, Tonga, Tuvalu, Vanuatu, Wallis e Futuna e as Ilhas Menores Distantes dos Estados Unidos.
Desde a década de 1950, muitos (principalmente países de língua inglesa) consideram a Austrália como uma massa de terra do tamanho de um continente, embora às vezes ainda seja vista como uma ilha do Pacífico ou como um continente e uma ilha do Pacífico. A Austrália é membro fundador do Fórum das Ilhas do Pacífico, que agora é reconhecido como o principal órgão de governo da região da Oceania. Ele funciona como um bloco comercial e lida com questões de defesa, ao contrário da Comunidade do Pacífico, que inclui a maioria dos mesmos membros. Em 2021, o Fórum das Ilhas do Pacífico incluía todas as nações soberanas das Ilhas do Pacífico, como os Estados Federados da Micronésia, Fiji e Tonga, além de dependências de outras nações, como Samoa Americana, Polinésia Francesa e Guam. As ilhas que foram totalmente integradas a outras nações, incluindo a Ilha de Páscoa (Chile) e o Havaí (Estados Unidos), também demonstraram interesse em participar. Tony deBrum, Ministro das Relações Exteriores das Ilhas Marshall, declarou em 2014: "Não apenas (a Austrália) é nosso irmão mais velho no sul, a Austrália é membro do Fórum das Ilhas do Pacífico e a Austrália é uma ilha do Pacífico, uma ilha grande, mas uma ilha do Pacífico". O Japão e algumas nações do Arquipélago Malaio (incluindo Timor Leste, Indonésia e Filipinas) têm representação no Fórum das Ilhas do Pacífico, mas nenhuma é membro pleno. As nações do Arquipélago Malaio têm sua própria organização governamental regional chamada ASEAN, que inclui nações do Sudeste Asiático continental, como Vietnã e Tailândia. Em julho de 2019, na Exposição Indonésia inaugural realizada em Auckland, a Indonésia lançou seu programa "Pacific Elevation", que abrangeria uma nova era de elevado envolvimento com a região, com o país também usando o evento para reivindicar que a Indonésia está cultural e etnicamente ligada às ilhas do Pacífico. O evento contou com a presença de dignitários da Austrália, Nova Zelândia e alguns países das ilhas do Pacífico.

## Lista das maiores ilhas do Oceano Pacífico
Ilhas do Oceano Pacífico propriamente dito, com uma área maior que 10.000 km².
| Nome             | Área (km²) | País/Países                 | População   | Densidade populacional | Região           | Sub-região              |
| ---------------- | ---------- | --------------------------- | ----------- | ---------------------- | ---------------- | ----------------------- |
| Nova Guiné       | 785 753    | Indonésia, Papua-Nova Guiné | 14 800 000  | 18,8                   | Oceania          | Melanésia               |
| Bornéu           | 748 168    | Indonésia, Malásia, Brunei  | 23 053 723  | 30,8                   | Ásia             | Sudeste Asiático        |
| Honshu           | 227 960    | Japão                       | 103 000 000 | 451,8                  | Ásia             | Leste Asiático          |
| Celebes          | 174 600    | Indonésia                   | 18 455 000  | 105,7                  | Ásia             | Sudeste Asiático        |
| Ilha Sul         | 150 437    | Nova Zelândia               | 1 201 300   | 7,5                    | Oceania          | Australásia / Polinésia |
| Ilha Norte       | 113 729    | Nova Zelândia               | 4 749 200   | 33,0                   | Oceania          | Australásia / Polinésia |
| Lução            | 109 965    | Filipinas                   | 48 520 000  | 441,2                  | Ásia             | Sudeste Asiático        |
| Mindanau         | 104 530    | Filipinas                   | 25 281 000  | 241,9                  | Ásia             | Sudeste Asiático        |
| Tasmânia         | 90 758     | Austrália                   | 514 700     | 5,7                    | Oceania          | Australásia             |
| Hokkaido         | 77 981     | Japão                       | 5 474 000   | 70,2                   | Ásia             | Ásia Oriental           |
| Sacralina        | 72 493     | Rússia                      | 580 000     | 8,0                    | Ásia             | Ásia Setentrional       |
| Taiwan (Formosa) | 35 883     | Taiwan                      | 23 000 000  | 641,0                  | Ásia             | Ásia Oriental           |
| Quiuxu           | 35 640     | Japão                       | 13 231 000  | 371,2                  | Ásia             | Ásia Oriental           |
| Nova Bretanha    | 35 145     | Papua-Nova Guiné            | 513 926     | 14,6                   | Oceania          | Melanésia               |
| Ainão            | 33 210     | China                       | 8 180 000   | 246,3                  | Ásia             | Ásia Oriental           |
| Ilha Vancouver   | 31 285     | Canadá                      | 759 366     | 24,2                   | América do Norte | América do Norte        |
| Shikoku          | 18 800     | Japão                       | 4 141 955   | 220,3                  | Ásia             | Ásia Oriental           |
| Grande Terre     | 16 648     | Nova Caledônia (França)     | 208 709     | 12,5                   | Oceania          | Melanesia               |
| Palauã           | 12 189     | Filipinas                   | 430 000     | 35,3                   | Ásia             | Sudeste Asiático        |
| Havaí            | 10 434     | Estados Unidos              | 185 079     | 17,7                   | Oceania          | Polinésia               |
| Viti Levu        | 10 388     | Fiji                        | 600 000     | 57,0                   | Oceania          | Melanésia               |

## Por continente

### Antártida
- Lista de ilhas antárticas e subantárticas

### Ásia
- Lista de ilhas da China
- Arquipélago japonês de 6.852 ilhas
  - Lista de ilhas do Japão
- Lista de ilhas da Indonésia
- Lista de ilhas da Coreia do Norte
- Lista de ilhas das Filipinas
- Lista de ilhas da Rússia
- Lista de ilhas da Coreia do Sul
- Lista de ilhas do Vietnã

### América do Norte
- Lista de ilhas do Canadá
- Lista de ilhas do México
- Lista de ilhas dos Estados Unidos

### Oceania
- Lista de ilhas da Austrália
- Lista de ilhas do Reino Unido
  - Lista de ilhas das Ilhas Pitcairn
- Lista de ilhas de Fiji
- Lista de ilhas da França no Oceano Pacífico
- Lista de ilhas do Havaí
- Lista de ilhas de Kiribati
- Lista de ilhas das Ilhas Marshall
- Lista de ilhas da Nova Zelândia
- Lista de ilhas da Papua-Nova Guiné
- Lisa de ilhas das Ilhas Salomão
- Lista de ilhas de Tonga
- Lista de ilhas de Tuvalu
- Lista de ilhas dos Estados Unidos, áreas insulares
- Lista de ilhas de Vanuatu

### América do Sul
- Lista de ilhas do Chile
- Lista de ilhas da Colômbia
- Lista de ilhas do Equador
- Lista de ilhas do Peru

## Por país

### Austrália
- Lista de ilhas da Austrália, incluindo:
  - Ilhas do Mar de Coral
    - Ilha Willis

  - Ilha de Lord Howe
  - Ilha Norfolk
  - Ilhas do Estreito de Torres

### Brunei
- Lista de ilhas de Brunei

### Canadá
- Lista de ilhas da Colúmbia Britânica, muitas ilhas, incluindo:
  - Haida Gwaii, cerca de 400 ilhas próximas ao Alasca
    - Ilha Graham, a principal ilha do norte
    - Ilha Moresby, a principal ilha do sul

  - Ilha Vancouver, A maior ilha canadense do Pacífico
    - Ilhas do Golfo, inúmeras ilhas na costa sudeste de V.I., perto das Ilhas San Juan dos EUA

### Cingapura
- Pedra Branca

### Chile
- Ilha Grande de Chiloé
- Ilhas Desventuradas
- Ilha de Páscoa/Rapa Nui
- Salas y Gómez
- Arquipélago Juan Fernández

### China
- Lista de ilhas da China

### Colômbia
- Ilha Gorgona
- Malpelo

### Ilhas Cook
- Aitutaki
- Atiu
- Pamati (Palmerston)
- Mangaia
- Manihiki (Humphrey)
- Manuae (Hervey)
- Mauke (Parry)
- Mitiaro (Nukuroa)
- Nassau
- Pukapuka (Danger)
- Rakahanga (Reirson)
- Rarotonga
- Suwarrow (Anchorage)
- Takutea
- Tongareva (Penrhyn)

### Costa Rica
- Ilha de Coco

### Equador
- Galápagos
- Ilha Puná

### Estados Unidos
- Alasca, muitas ilhas, incluindo:
  - Ilhas Aleutas
  - Arquipélago de Alexandre
  - Ilha Nunivak
  - Ilha São Lourenço
- Ilhas do Canal da Califórnia
- Arquipélago do Havaí, muitas ilhas e ilhotas, incluindo:
  - Havaí
  - Kaho’olawe
  - Kauai
  - Kaula
  - Lanai
  - Maui
  - Molokai
  - Niihau
  - Oahu
  - Ilhas do Noroeste do Havaí
    - Kure
    - Nihoa
    - Necker
    - French Frigate Shoals
    - Pináculos de Gardner
    - Gardner Pinnacles
    - Recife Maro
    - Laysan
    - Lisianski
    - Atol Pearl e Hermes
- Refúgio Nacional de Vida Selvagem das Ilhas Oregon
- Ilhas Menores Distantes dos Estados Unidos, oito pequenos grupos de ilhas entre o Havaí e as Filipinas (por exemplo, Atol Johnston, Atol Midway, Ilha Wake)
- Ilhas de Puget Sound
- Ilhas San Juan

### Fiji
- Principais ilhas:
  - Viti Levu
  - Vanua Levu
- Excedentes significativos:
  - Recife de Conway
  - Ilha Kadavu
  - Taveuni
  - Rotuma
- Arquipélagos:
  - Arquipélago de Kadavu
  - Lau
  - Lomaiviti
  - llhas Mamanuca
  - Ilhas Moala
  - Ilhas Ringgold
  - Arquipélago de Rotuma
  - Arqupélago de Vanua Levu
  - Arquipélago de Viti Levu
  - Ilhas Yasawa

### Filipinas
- Lista de ilhas das Filipinas, mais de 7600 ilhas, incluindo:
  - Ilhas Spratly (contestadas)
  - Recife de Scarborough (contestado)

### França
- Ilha de Clipperton

### Polinésia Francesa
- Polinésia Francesa (Território ultramarino autônomo da França)
  - Arquipélago das Austrais
    - Tubuai

  - Arquipélago da Sociedade
    - [Ilhas de Barlavento (arquipélago da Sociedade)|Ilhas de Barlavento]]
      - Moorea
      - Taiti
      - Tetiaroa
      - Maiao
      - Mehetia

    - Ilhas de Sotavento
      - Bora Bora
      - Huahine
      - Maupiti
      - Raiatea e Tahaa
      - Tupai
      - Mopelia (Maupihaa)
      - Manuae (Ilhas de Scilly)
      - Motu One (Bellinghausen)

  - Marquesas
    - Fatu Hiva
    - Hiva’Oa
    - Euba
    - Nuku Hiva
    - Tahuata
    - Ua Huka Pen
    - Ua Pou

  - Arquipélago de Tuamotu
    - Rangiroa
    - Fakarava
    - Atol Moruroa
    - Fangataufa

  - Arquipélago de Gambier
    - Mangareva
    - Ilha de Santa Helena

### Guam
- Guam
- Ilha Cocos

### Hong Kong
- Lista de ilhas de Hong Kong
  - Ilha de Hong Kong
  - Lantau

### Indonésia
- Nova Guiné Ocidental
- Bornéu
- Ilhas Natuna

### Japão
- Lista de ilhas do Japão, incluindo:
- As cinco ilhas principais:
  - Hokkaido - a ilha mais ao norte e a segunda maior ilha principal.
  - Honshu - a maior e mais populosa ilha; onde fica a capital Tóquio.
  - Quiushu - a terceira maior ilha principal e a mais próxima do continente asiático.
  - Shikoku - a segunda menor ilha principal depois de Okinawa; entre Honshu e Quiushu
  - Ilha de Okinawa - a menor e mais ao sul das ilhas principais
- Outras ilhas notáveis:
  - Minamitorishima
  - Okinotorishima

### Kiribati
- Lista de ilhas de Kiribati:
  - Ilha Caroline
  - Ilha Flint
  - Ilhas Gilbert
  - Espórades Equatoriais (8 de 11)
    - Quiritimati/Ilha Christmas

  - Ilha Malden
  - Ilhas Fênix
  - Ilha Starbuck
  - Tabuaeran/Ilha Fanning
  - Teraina/Ilha Washington
  - Ilha Vostok

### Macau
- Lista de ilhas e penínsulas de Macau

### Malásia
- Sipadan

### Ilhas Marianas Setentrionais
- Ilhas Marianas Setentrionais
  - Saipã
  - Rota
  - Tiniã
  - Maug
  - Ilha Pagã
  - Alamagan
  - Farallón de Pájaros

### Ilhas Marshall
- Ilhas Marshall
  - Bikini
  - Enewetak
  - Kwajalein
  - Rongelap
  - Majuro

### México
- Ilha Cedros
- Ilha Tiburón
- Ilhas Revillagigedo
- Rocas Alijos
- Ilha de Guadalupe

### Micronésia
Ilhas dos Estados Federados da Micronésia
- Ilhas Carolinas
- Pohnpei
- Yap
  - Ulithi
- Chuuk
  - Puluwat
- Kosrae

### Nauru
- Nauru, um país e uma única ilha

### Nova Caledônia
- Nova Caledônia (coletividade especial da França)
  - Grande Terre (Nova Caledônia)
  - Ilhas Chesterfield
  - Ilots du Mouillage
    - Ilha dos Pinheiros
    - Belep
    - Nova Caledônia

  - Província das Ilhas Loyalty
    - Bagao
    - Lifou
    - Maré
    - Ilha Ouvéa
    - Tiga

  - Ilhas Matthew e Hunter, administradas pela França como parte da Nova Caledônia, mas também reivindicadas por Vanuatu

### Nova Zelândia
- Ilhas da Nova Zelândia, cerca de 600 ilhas, incluindo:
  - Ilhas Auckland
  - Ilhas Chatham
    - Ilha Chatham
    - Ilha Pitt

  - Ilha d'Urville
  - Ilha Great Barrier
  - Ilha Kapiti
  - Ilhas Kermadec
    - Ilha Macauley
    - Ilha Raoul

  - Ilha Norte
  - Ilha Sul
  - Ilha Stewart/Rakiura
  - Ilha Waiheke

### Niue
- Niue, um país e uma única ilha

### Palau
Palau tem mais de 250 ilhas, incluindo:
- Angaur
- Babeldaob
- Ilhas Carolinas
- Kayangel
- Ngerekebesang
- Oreor
- Peleliu
- Ilhas do Sudoeste

### Panamá
- Ilhas Pérola

### Papua-Nova Guiné
- Lista de ilhas de Papua-Nova Guiné
  - Nova Guiné, metade oriental
  - Arquipélago de Bismarck
    - Ilhas do Almirantado
      - Ilha Manus

    - Karkar
    - Nova Bretanha
    - Nova Irlanda
    - Ilhas de São Matias

  - Arquipélago das Ilhas Salomão (parte norte)
    - Bougainville
    - Buca

  - Ilhas Trobriand
    - Kiriwina

  - Woodlark
  - Ilhas d'Entrecasteaux
    - Ilha Fergusson
    - Ilha Goodenough
    - Ilha Normanby (Papua-Nova Guiné)

  - Arquipélago das Louisíadas
    - Ilha Misima
    - Ilha Tagula ou Ilha Sudest
    - Ilha Rossel
    - Samarai

  - Ilha Daru
  - Ilha Kiwai

### Ilhas Pitcairn
- Ilhas Pitcairn, quatro ilhas:
  - Ilha Pitcairn
  - Ilha Henderson
  - Oeno
  - Ilha Ducie

### Rússia
- Lista de ilhas da Rússia
  - Ilhas Curilas
  - Sacalina

### Samoa
- Lista de ilhas de Samoa:
  - Samoa (parte ocidental das Ilhas Samoa)
    - Savai'i
    - Upolu
    - Apolima
    - Manono
    - Nu’utele

### Ilhas Salomão
- Lista de ilhas das Ilhas Salomão
  - Bellona
  - Choiseul
  - Ilhas Florida
  - Guadalcanal
  - Malaita
  - Maramasike
  - Ilhas da Nova Geórgia
  - Rennell
  - Ilhas Russell
  - Makira
  - Ilhas Santa Cruz
  - Santa Isabel
  - Ilhas Shortland
  - Sikaiana (Ilhas Stewart)
  - Tulagi
  - Ulawa
  - Uki

### Samoa Americana
- Samoa Americana
  - Aunu’u
  - Ofu-Olosega
  - Atol Rose
  - Ilha Swains (Olosenga, Olohega) (Contestada)
  - Taʻū
  - Tutuila

### Taiwan
- Arquipélago de Taiwan, 166 ilhas, incluindo:
  - Taiwan, a ilha principal com mais de 99% da área total do país

### Tokelau
- Lista de ilhas de Tokelau
  - Tokelau (em sua maioria autônoma), três atóis de coral com cerca de 25 ilhas combinadas, incluindo:
    - Olohega (Ilha Swains), administrada pelos Estados Unidos como parte da Samoa Americana, mas reivindicada por Tokelau devido à geografia, história e idioma

### Tonga
- Lista de ilhas em Tonga; na ordem de norte a sul:
  - Niuafo'ou
  - Niuatoputapu (Ilha de Keppel)
  - Vava'u
  - Kao
  - Tofua
  - Ha'apai
  - Tongatapu
  - [[['Eua]]

### Tuvalu
- Lista de Ilhas de Tuvalu
  - Funafuti (atol de pelo menos 30 ilhas)
  - Nanumanga (ou Nanumaga’’)
  - Nanumea (atol de pelo menos 6 ilhas)
  - Niulakita
  - Niutao
  - Nui (atol de pelo menos 21 ilhas)
  - Nukufetau (atol com pelo menos 33 ilhas)
  - Nukulaelae (atol de pelo menos 15 ilhas)
  - Vaitupu (atol de pelo menos 9 ilhas)

### Vanuatu
- Lista de ilhas de Vanuatu, cerca de 83 ilhas, incluindo (de norte a sul, aproximadamente):
  - Ilhas Torres
  - Ilhas Banks
  - Espírito Santo
  - Malakula
  - Ambrym
  - Paama
  - Epi
  - Ilhas Shepherd
  - Éfaté, sede da capital nacional Porto Vila
  - Lelepa
  - Erromango
  - Tanna
- Contestadas:
  - Ilhas Matthew Island e Hunter, administradas pela França como parte da Nova Caledônia, mas também reivindicadas por Vanuatu

### Wallis e Futuna
- Wallis e Futuna
  - Alofi
  - Futuna
  - Wallis (Uvea)